# Óz, a nagy varázsló (film, 1982)
Az Óz, a nagy varázsló (オズの魔法使い; Ozu no mahócukai; Hepburn: Ozu no mahōtsukai; Oz no mahócukai) 1982-ben bemutatott japán animációs fantasy kalandfilm, amely a Toho és a Topcraft gyártásában készült. Rendezője Takajama Fumihiko, forgatókönyvét Banno Josimicu és Mijazaki Akira írta L. Frank Baum klasszikus meseregénye alapján, zenéjét Hiszaisi Dzsó és Oda Júicsiró szerezte.
A filmet a mozi számára készítették, végül azonban Japánban 1982. július 1-jén, Amerikában pedig 1983. szeptember 10-én adták ki közvetlenül a hazai videón és tévén. Magyarországon a Magyar Televízió sugározta, az első vetítésre 1984. május 6-án került sor.

## Cselekmény
Dorothy Henry bácsival és Emily nénivel él Kansasben. Egy nap szörnyű vihar támad és a szél Dorothyt és a kutyáját, Totót a házukkal együtt Óz országába repíti. Ott az északi országrész jó boszorkánya fogadja, akitől megtudja, hogy érkezésével elpusztította a keleti gonosz boszorkányt, s hogy Óz, a nagy varázsló képes csak visszajuttatni, akit Smaragdvárosban talál. Neki adja a gonosz boszorkány ezüstcipőjét, és egy védelmező varázscsókot is kap a homlokára. Dorothy útnak indul Smaragdvárosba, útközben csatlakozik hozzá a Madárijesztő, aki észt szeretne, a Bádog favágó, aki szívet szeretne és a Gyáva oroszlán, aki bátorságra vágyik. Számos veszélyen átküzdve megérkeznek Smaragdvárosba, ahol fogadja őket Óz, kívánságukat viszont csak akkor teljesíti, ha elpusztítják a Nyugati gonosz boszorkányt.
Elindulnak a gonosz boszorkány földjére, ahol szolgáival, farkasokkal és varjakkal kell megküzdeniük, a boszorkány elit katonáival, a majomsereggel azonban nem bírnak el, s elfogják és a boszorkány elé viszik őket. Itt Dorothynak, akit véd az északi boszorkány csókja, sikerül zűrzavart kelteni az őrségben, s vízzel leönti a boszorkányt, amitől az összezsugorodik és meghal. Visszatérve Smaragdvárosba azonban kiderül, hogy Óz valójában csak egy cirkuszi illuzionista, aki véletlenül keveredett az országba, ahol trükkjei miatt hitték nagy varázslónak. Az illuzionista egy-egy jó tanáccsal lényegében teljesíteni tudja a Madárijesztő, a Bádog favágó és a Gyáva oroszlán kívánságait, Dorothyt pedig azzal a léggömbbel vinné haza, amivel az országba érkezett. Induláskor azonban Totó elszalad, s emiatt Dorothy ottmarad Smaragdvárosban. Viszont megjelenik Glinda, a déli országrész jó boszorkánya, aki elárulja Dorothynak, ha ezüstcipői sarkát összeüti, oda mehet ahová szeretne. Dorothy búcsút vesz, s visszatér Kansasbe Henry bácsihoz és Emily nénihez.

## Szereplők
| Szereplő                         | Japán hang        | Angol hang      | Magyar hang     |
| -------------------------------- | ----------------- | --------------- | --------------- |
| Dorothy Gale                     | Okamoto Mari      | Aileen Quinn    | Andai Katalin   |
| Óz, a nagy varázsló/Illuzionista | Kumakura Kazuo    | Lorne Greene    | Szabó Ottó      |
| Madárijesztő                     | Hizuru Kotobuki   | Billy Van       | Harkányi Endre  |
| Gyáva oroszlán                   | Amenomori Maszasi | Thick Wilson    | Kristóf Tibor   |
| Bádog favágó                     | Janami Dzsódzsi   | John Stocker    | Farkas Antal    |
| Henry bácsi                      | Tacuta Naoki      | N/A             | Surányi Imre    |
| Emily néni                       | Nakanisi Taeko    | N/A             | Pártos Erzsi    |
| Északi jó boszorkány             | Aszó Mijoko       | Elizabeth Hanna | Pártos Erzsi    |
| Nyugati gonosz boszorkány        | Kisi Kaori        | Elizabeth Hanna | Dallos Szilvia  |
| Glinda, a déli jó boszorkány     | Takizava Kumiko   | Wendy Thatcher  | Málnai Zsuzsa   |
| Totó, a kutya                    | Macubara Sóhei    | N/A             | N/A             |
| Jellia Jamb, a szolgalány        | Nakanisi Taeko    | Elizabeth Hanna | Földessy Margit |
| Smaragdváros kapuőre             | N/A               | Thick Wilson    | Versényi László |
| Óz, tűz képében                  | N/A               | N/A             | Képessy József  |
| katona                           | Kijokava Motomu   | N/A             | N/A             |
| majmok vezére                    | Jamamoto Tosijuki | N/A             | Kerekes József  |
| főcím, stáblista felolvasása     | –                 | –               | Bozai József    |

## Filmzene
A film zenéjét Hiszaisi Dzsó és Oda Júicsiró szerezte, szövegét Jamakava Keiszuke írta. A japán változatban a Dare ka ga vatasi o matte iru (だれかが私を待っている; Hepburn: Dare ka ga watashi o matte iru) főtémát és az 1+1 va nani? (1+1は何？; Hepburn: 1+1 wa nani?) betétdalt Horie Micuko és Koorogi '73 adják elő.
Az angol nyelvű változatban a betétdalok a szövegét Sammy Cahn és Allen Byrns írta.
1. It’s Strictly Up to You (főtéma)
2. I Dream of Home
3. A Wizard of a Day

A magyar változatban a dalokat Harangozó Teri énekelte.